# Australie aux Jeux olympiques d'hiver de 2022
L'Australie participe aux Jeux olympiques d'hiver de 2022 à Pékin en Chine du 4 au 20 février 2022. Il s'agit de sa vingtième participation à des Jeux d'hiver.
Les Australiens n'enverront aucun représentant de leur gouvernement à Pékin et rejoignent les États-Unis dans le boycott diplomatique des Jeux olympiques, : « L'Australie ne reviendra pas sur la position ferme qu'elle a adoptée pour défendre ses intérêts, a déclaré le chef du gouvernement australien cité par l’AFP ».

## Participation
Aux Jeux olympiques d'hiver de 2022, les athlètes de l'équipe d'Australie participent aux épreuves suivantes : 
| Sport                                | Hommes | Femmes | Total |
| ------------------------------------ | ------ | ------ | ----- |
| Bobsleigh                            | 0      | 2      | 2     |
| Curling                              | 1      | 1      | 2     |
| Luge                                 | 1      | 0      | 1     |
| Patinage artistique                  | 1      | 1      | 2     |
| Patinage de vitesse sur piste courte | 1      | 0      | 1     |
| Skeleton                             | 1      | 1      | 2     |
| Ski acrobatique                      | 4      | 9      | 13    |
| Ski alpin                            | 1      | 2      | 3     |
| Ski de fond                          | 4      | 2      | 6     |
| Snowboard                            | 7      | 4      | 11    |
| Total                                | 21     | 22     | 43    |

## Médaillés
| Sport           | Discipline    | Athlète(s)     | Performance  | Date      |
| --------------- | ------------- | -------------- | ------------ | --------- |
| Ski acrobatique | Bosses femmes | Jakara Anthony | 83,09 points | 6 février |

| Sport     | Discipline       | Athlète(s)       | Performance  | Date       |
| --------- | ---------------- | ---------------- | ------------ | ---------- |
| Skeleton  | Skeleton femmes  | Jaclyn Narracott | 4 min 8 s 24 | 12 février |
| Snowboard | Half-pipe hommes | Scotty James     | 91,25 points | 11 février |

| Sport     | Discipline        | Athlète(s) | Performance  | Date      |
| --------- | ----------------- | ---------- | ------------ | --------- |
| Snowboard | Slopestyle femmes | Tess Coady | 84,15 points | 6 février |

## Bilan
| Sport           |   |   |   | Total |
| --------------- | - | - | - | ----- |
| Skeleton        | 0 | 1 | 0 | 1     |
| Ski acrobatique | 1 | 0 | 0 | 1     |
| Snowboard       | 0 | 1 | 1 | 2     |
| Total           | 1 | 2 | 1 | 4     |

| Jour       |   |   |   | Total |
| ---------- | - | - | - | ----- |
| 6 février  | 1 | 0 | 1 | 2     |
| 11 février | 0 | 1 | 0 | 1     |
| 12 février | 0 | 1 | 0 | 1     |
| Total      | 1 | 2 | 1 | 4     |

| Sexe   |   |   |   | Total |
| ------ | - | - | - | ----- |
| Femmes | 1 | 1 | 1 | 3     |
| Hommes | 0 | 1 | 0 | 1     |
| Total  | 1 | 2 | 1 | 4     |

## Résultats

### Bobsleigh
| Athlètes * : pilote           | Épreuve    | Course 1     | Course 1 | Course 2     | Course 2 | Course 3     | Course 3 | Course 4     | Course 4 | Total         | Total |
| Athlètes * : pilote           | Épreuve    | Temps        | Rang     | Temps        | Rang     | Temps        | Rang     | Temps        | Rang     | Temps         | Rang  |
| ----------------------------- | ---------- | ------------ | -------- | ------------ | -------- | ------------ | -------- | ------------ | -------- | ------------- | ----- |
| Bree Walker                   | Monobob    | 1 min 5 s 55 | 10e      | 1 min 5 s 54 | 6e       | 1 min 5 s 16 | 2e       | 1 min 5 s 21 | 2e       | 4 min 21 s 46 | 5e    |
| Bree Walker* Kiara Reddingius | Bob à deux | 1 min 1 s 98 | 15e      | 1 min 2 s 11 | 11e      | 1 min 2 s 04 | 11e      | 1 min 2 s 51 | 20e      | 4 min 8 s 64  | 16e   |

### Curling
| Équipe                 | Premier tour           | Premier tour           | Premier tour         | Premier tour      | Premier tour                | Premier tour         | Premier tour       | Premier tour        | Premier tour         | Premier tour | Demi-finale      | Finale / MB      | Finale / MB |
| Équipe                 | Adversaire Score       | Adversaire Score       | Adversaire Score     | Adversaire Score  | Adversaire Score            | Adversaire Score     | Adversaire Score   | Adversaire Score    | Adversaire Score     | Rang         | Adversaire Score | Adversaire Score | Rang        |
| ---------------------- | ---------------------- | ---------------------- | -------------------- | ----------------- | --------------------------- | -------------------- | ------------------ | ------------------- | -------------------- | ------------ | ---------------- | ---------------- | ----------- |
| Tahli Gill Dean Hewitt | États-Unis Défaite 5-6 | États-Unis Défaite 5-6 | Tchéquie Défaite 2-8 | Suède Défaite 6-7 | Grande-Bretagne Défaite 8-9 | Norvège Défaite 4-10 | Italie Défaite 3-7 | Suisse Victoire 9-6 | Canada Victoire 10-8 | 10e          | Éliminés         | Éliminés         | Éliminés    |

### Luge
| Athlètes           | Épreuve   | Course 1 | Course 1 | Course 2 | Course 2 | Course 3 | Course 3 | Course 4 | Course 4 | Total          | Total |
| Athlètes           | Épreuve   | Temps    | Rang     | Temps    | Rang     | Temps    | Rang     | Temps    | Rang     | Temps          | Rang  |
| ------------------ | --------- | -------- | -------- | -------- | -------- | -------- | -------- | -------- | -------- | -------------- | ----- |
| Alexander Ferlazzo | Monoplace | 58 s 216 | 19e      | 58 s 994 | 24e      | 58 s 122 | 16e      | 57 s 887 | 12e      | 3 min 53 s 219 | 16e   |

### Patinage artistique
| Athlète        | Épreuve           | Programme court Danse originale | Programme court Danse originale | Programme libre Danse libre | Programme libre Danse libre | Total    | Total    |
| Athlète        | Épreuve           | Points                          | Rang                            | Points                      | Rang                        | Points   | Rang     |
| -------------- | ----------------- | ------------------------------- | ------------------------------- | --------------------------- | --------------------------- | -------- | -------- |
| Brendan Kerry  | Individuel hommes | 84,79                           | 17e                             | 160,01                      | 16e                         | 244,80   | 17e      |
| Kailani Craine | Individuel femmes | 49,93                           | 29e                             | Éliminée                    | Éliminée                    | Éliminée | Éliminée |

### Patinage de vitesse sur piste courte (short-track)
| Athlète       | Épreuve | Série          | Série | Quart de Finale | Quart de Finale | Demi-finale | Demi-finale | Finale Finale B | Finale Finale B |
| Athlète       | Épreuve | Temps          | Rang  | Temps           | Rang            | Temps       | Rang        | Temps           | Rang            |
| ------------- | ------- | -------------- | ----- | --------------- | --------------- | ----------- | ----------- | --------------- | --------------- |
| Brendan Corey | 500 m   | 41 s 097       | 3e    | Éliminé         | Éliminé         | Éliminé     | Éliminé     | Éliminé         | 21e             |
| Brendan Corey | 1 000 m | 1 min 23 s 908 | 2e    | Disqualifié     | Disqualifié     | Éliminé     | Éliminé     | Éliminé         | 15e             |

### Skeleton
| Athlètes         | Épreuve | Course 1     | Course 1 | Course 2     | Course 2 | Course 3     | Course 3 | Course 4     | Course 4 | Total        | Total                              |
| Athlètes         | Épreuve | Temps        | Rang     | Temps        | Rang     | Temps        | Rang     | Temps        | Rang     | Temps        | Rang                               |
| ---------------- | ------- | ------------ | -------- | ------------ | -------- | ------------ | -------- | ------------ | -------- | ------------ | ---------------------------------- |
| Nick Timmings    | Hommes  | 1 min 3 s 76 | 25e      | 1 min 2 s 83 | 24e      | 1 min 1 s 78 | 20e      | Éliminé      | Éliminé  | 3 min 8 s 37 | 25e                                |
| Jaclyn Narracott | Femmes  | 1 min 2 s 05 | 2e       | 1 min 2 s 29 | 3e       | 1 min 1 s 79 | 3e       | 1 min 2 s 11 | 4e       | 4 min 8 s 24 | Médaille d'argent, Jeux olympiques |

### Ski acrobatique
| Athlète      | Épreuve           | Qualification | Qualification | Qualification | Qualification | Finale   | Finale   | Finale   | Finale   | Finale   |
| Athlète      | Épreuve           | Course 1      | Course 2      | Meilleur      | Rang          | Course 1 | Course 2 | Course 3 | Meilleur | Rang     |
| ------------ | ----------------- | ------------- | ------------- | ------------- | ------------- | -------- | -------- | -------- | -------- | -------- |
| Abi Harrigan | Slopestyle femmes | 16,10         | 26,31         | 26,31         | 26e           | Éliminée | Éliminée | Éliminée | Éliminée | Éliminée |

| Athlète        | Épreuve | Qualification | Qualification | Qualification | Qualification | Finale   | Finale   | Finale   | Finale   | Finale   | Finale                         |
| Athlète        | Épreuve | Course 1      | Course 1      | Course 2      | Course 2      | Finale 1 | Finale 1 | Finale 2 | Finale 2 | Finale 3 | Finale 3                       |
| Athlète        | Épreuve | Points        | Rang          | Points        | Rang          | Points   | Rang     | Points   | Rang     | Points   | Rang                           |
| -------------- | ------- | ------------- | ------------- | ------------- | ------------- | -------- | -------- | -------- | -------- | -------- | ------------------------------ |
| Matt Graham    | Hommes  | Abandon       | Abandon       | 65,13         | 9e            | Éliminé  | Éliminé  | Éliminé  | Éliminé  | Éliminé  | 29e                            |
| James Matheson | Hommes  | 71,86         | 20e           | 73,20         | 14e           | Éliminé  | Éliminé  | Éliminé  | Éliminé  | Éliminé  | 24e                            |
| Brodie Summers | Hommes  | 75,66         | 11e           | 77,93         | 2e            | 76,15    | 12e      | 75,00    | 10e      | Éliminé  | 10e                            |
| Cooper Woods   | Hommes  | 74,65         | 14e           | 76,74         | 4e            | 77,58    | 7e       | 77,22    | 5e       | 78,88    | 6e                             |
| Jakara Anthony | Femmes  | 83,75         | 1re           | Exemptée      | Exemptée      | 81,91    | 1re      | 81,29    | 1re      | 83,09    | Médaille d'or, Jeux olympiques |
| Sophie Ash     | Femmes  | 69,36         | 13e           | 72,20         | 3e            | 70,47    | 16e      | Éliminée | Éliminée | Éliminée | 16e                            |
| Britteny Cox   | Femmes  | 72,26         | 9e            | Exemptée      | Exemptée      | 73,04    | 14e      | Éliminée | Éliminée | Éliminée | 14e                            |
| Taylah O'Neill | Femmes  | Abandon       | Abandon       | Forfait       | Forfait       | Éliminée | Éliminée | Éliminée | Éliminée | Éliminée | Éliminée                       |

| Athlète        | Épreuve | Qualification | Qualification | Qualification | Qualification | Finale   | Finale   | Finale   | Finale |
| Athlète        | Épreuve | Saut 1        | Saut 1        | Saut 2        | Saut 2        | Saut 1   | Saut 1   | Saut 2   | Saut 2 |
| Athlète        | Épreuve | Points        | Rang          | Points        | Rang          | Points   | Rang     | Points   | Rang   |
| -------------- | ------- | ------------- | ------------- | ------------- | ------------- | -------- | -------- | -------- | ------ |
| Gabi Ash       | Femmes  | 77,17         | 17e           | 80,04         | 8e            | Éliminée | Éliminée | Éliminée | 14e    |
| Laura Peel     | Femmes  | 104,54        | 1re           | Exemptée      | Exemptée      | 100,02   | 4e       | 78,56    | 5e     |
| Danielle Scott | Femmes  | 96,23         | 4e            | Exemptée      | Exemptée      | 71,23    | 10e      | Éliminée | 10e    |

| Athlète          | Épreuve | Qualification | Qualification | Huitième de finale | Quart de finale | Demi-finale | Finale A Finale B | Classement final |
| Athlète          | Épreuve | Temps         | Rang          | Rang               | Rang            | Rang        | Rang              | Classement final |
| ---------------- | ------- | ------------- | ------------- | ------------------ | --------------- | ----------- | ----------------- | ---------------- |
| Sami Kennedy-Sim | Femmes  | 1 min 19 s 14 | 11e           | 1re                | 1re             | 4e          | 4e                | 8e               |

### Ski alpin
| Athlète              | Épreuve      | 1re manche   | 1re manche | 2e manche     | 2e manche | Total         | Total   |
| Athlète              | Épreuve      | Temps        | Rang       | Temps         | Rang      | Temps         | Rang    |
| -------------------- | ------------ | ------------ | ---------- | ------------- | --------- | ------------- | ------- |
| Louis Muhlen-Schulte | Slalom       | Abandon      | Abandon    | Éliminé       | Éliminé   | Éliminé       | Éliminé |
| Louis Muhlen-Schulte | Slalom géant | 1 min 8 s 44 | 32e        | 1 min 10 s 01 | 21e       | 2 min 18 s 48 | 23e     |

| Athlète        | Épreuve  | 1re manche    | 1re manche  | 2e manche    | 2e manche   | Finale        | Finale   |
| Athlète        | Épreuve  | Temps         | Rang        | Temps        | Rang        | Temps         | Rang     |
| -------------- | -------- | ------------- | ----------- | ------------ | ----------- | ------------- | -------- |
| Kathryn Parker | Slalom   | Abandon       | Abandon     | Éliminée     | Éliminée    | Éliminée      | Éliminée |
| Greta Small    | Super G  | Non disputé   | Non disputé | Non disputé  | Non disputé | 1 min 16 s 97 | 31e      |
| Greta Small    | Descente | Non disputé   | Non disputé | Non disputé  | Non disputé | 1 min 36 s 53 | 26e      |
| Greta Small    | Combiné  | 1 min 34 s 38 | 18e         | 1 min 0 s 17 | 13e         | 2 min 34 s 55 | 13e      |

### Ski de fond
| Athlète            | Épreuve                   | Classique         | Classique         | Libre             | Libre             | Total             | Total |
| Athlète            | Épreuve                   | Temps             | Rang              | Temps             | Rang              | Temps             | Rang  |
| ------------------ | ------------------------- | ----------------- | ----------------- | ----------------- | ----------------- | ----------------- | ----- |
| Phillip Bellingham | Skiathlon (15 km + 15 km) | A concédé un tour | A concédé un tour | A concédé un tour | A concédé un tour | A concédé un tour | 65e   |
| Seve de Campo      | Skiathlon (15 km + 15 km) | 47 min 5 s 7      | 63e               | A concédé un tour | A concédé un tour | A concédé un tour | 61e   |
| Phillip Bellingham | 15 km classique           | Non disputé       | Non disputé       | Non disputé       | Non disputé       | 44 min 46 s 8     | 75e   |
| Seve de Campo      | 15 km classique           | Non disputé       | Non disputé       | Non disputé       | Non disputé       | 44 min 21 s 2     | 72e   |
| Hugo Hinckfuss     | 15 km classique           | Non disputé       | Non disputé       | Non disputé       | Non disputé       | 46 min 5 s 9      | 81e   |
| Lars Young Vik     | 15 km classique           | Non disputé       | Non disputé       | Non disputé       | Non disputé       | 44 min 50 s 6     | 76e   |
| Phillip Bellingham | 50 km libre 30 km libre   | Non disputé       | Non disputé       | Non disputé       | Non disputé       | 1 h 23 min 3 s 8  | 53e   |
| Seve de Campo      | 50 km libre 30 km libre   | Non disputé       | Non disputé       | Non disputé       | Non disputé       | 1 h 21 min 2 s 5  | 51e   |

| Athlète        | Épreuve                     | Classique    | Classique   | Libre         | Libre       | Total             | Total |
| Athlète        | Épreuve                     | Temps        | Rang        | Temps         | Rang        | Temps             | Rang  |
| -------------- | --------------------------- | ------------ | ----------- | ------------- | ----------- | ----------------- | ----- |
| Jessica Yeaton | Skiathlon (7,5 km + 7,5 km) | 25 min 8 s 1 | 42e         | 22 min 58 s 9 | 19e         | 48 min 54 s       | 31e   |
| Casey Wright   | 10 km classique             | Non disputé  | Non disputé | Non disputé   | Non disputé | 33 min 31 s 1     | 67e   |
| Jessica Yeaton | 10 km classique             | Non disputé  | Non disputé | Non disputé   | Non disputé | 31 min 54 s 6     | 51e   |
| Casey Wright   | 30 km libre                 | Non disputé  | Non disputé | Non disputé   | Non disputé | 1 h 44 min 19 s 9 | 56e   |
| Jessica Yeaton | 30 km libre                 | Non disputé  | Non disputé | Non disputé   | Non disputé | 1 h 37 min 6 s 1  | 43e   |

| Athlète                          | Épreuve            | Qualification | Qualification | Quart de finale | Quart de finale | Demi-finale    | Demi-finale | Finale    | Finale   |
| Athlète                          | Épreuve            | Temps         | Rang          | Temps           | Rang            | Temps          | Rang        | Temps     | Rang     |
| -------------------------------- | ------------------ | ------------- | ------------- | --------------- | --------------- | -------------- | ----------- | --------- | -------- |
| Phillip Bellingham               | Individuel hommes  | 3 min 1 s 57  | 50e           | Éliminé         | Éliminé         | Éliminé        | Éliminé     | Éliminé   | Éliminé  |
| Seve de Campo                    | Individuel hommes  | 3 min 4 s 81  | 63e           | Éliminé         | Éliminé         | Éliminé        | Éliminé     | Éliminé   | Éliminé  |
| Hugo Hinckfuss                   | Individuel hommes  | 3 min 4 s 44  | 61e           | Éliminé         | Éliminé         | Éliminé        | Éliminé     | Éliminé   | Éliminé  |
| Lars Young Vik                   | Individuel hommes  | 3 min 2 s 52  | 55e           | Éliminé         | Éliminé         | Éliminé        | Éliminé     | Éliminé   | Éliminé  |
| Phillip Bellingham Seve de Campo | Par équipes hommes | Non disputé   | Non disputé   | Non disputé     | Non disputé     | 21 min 17 s 35 | 11e         | Éliminés  | 22e      |
| Casey Wright                     | Individuel femmes  | 3 min 39 s 22 | 65e           | Éliminée        | Éliminée        | Éliminée       | Éliminée    | Éliminée  | Éliminée |
| Jessica Yeaton                   | Individuel femmes  | 3 min 32 s 85 | 52e           | Éliminée        | Éliminée        | Éliminée       | Éliminée    | Éliminée  | Éliminée |
| Casey Wright Jessica Yeaton      | Par équipes femmes | Non disputé   | Non disputé   | Non disputé     | Non disputé     | 25 min 13 s 4  | 8e          | Éliminées | 16e      |

### Snowboard
| Athlète          | Épreuve           | Qualification | Qualification | Qualification | Qualification | Qualification | Finale   | Finale   | Finale   | Finale   | Finale                              |
| Athlète          | Épreuve           | Course 1      | Course 2      | Course 3      | Meilleur      | Rang          | Course 1 | Course 2 | Course 3 | Meilleur | Rang                                |
| ---------------- | ----------------- | ------------- | ------------- | ------------- | ------------- | ------------- | -------- | -------- | -------- | -------- | ----------------------------------- |
| Matthew Cox      | Big air hommes    | 56,25         | 19,00         | 13,75         | 70,00         | 28e           | Éliminé  |          |          |          |                                     |
| Matthew Cox      | Slopestyle hommes | 34,46         | 39,98         | -             | 39,98         | 26e           | Éliminé  |          |          |          |                                     |
| Valentino Guseli | Half-pipe hommes, | 31,75         | 85,75         | -             | 85,75         | 5e            | 75,75    | 79,75    | 79,75    | 79,75    | 6e                                  |
| Scotty James     | Half-pipe hommes, | 88,25         | 91,25         | -             | 91,25         | 2e            | 16,50    | 92,50    | 47,75    | 92,50    | Médaille d'argent, Jeux olympiques  |
| Tess Coady       | Big air femmes    | 74,00         | 54,75         | 62,25         | 136,25        | 7e            | 85,00    | 29,75    | 8,50     | 114,75   | 9e                                  |
| Tess Coady       | Slopestyle femmes | 55,98         | 71,131        | -             | 71,13         | 8e            | 82,68    | 55,98    | 84,15    | 84,15    | Médaille de bronze, Jeux olympiques |
| Emily Arthur     | Half-pipe femmes, | 62,50         | 19,75         | -             | 62,50         | 14e           | Éliminée | Éliminée | Éliminée | Éliminée | Éliminée                            |

| Athlète                        | Épreuve     | Qualification | Qualification | Huitième de finale | Quart de finale | Demi-finale | Finale A Finale B | Classement final |
| Athlète                        | Épreuve     | Temps         | Rang          | Rang               | Rang            | Rang        | Rang              | Classement final |
| ------------------------------ | ----------- | ------------- | ------------- | ------------------ | --------------- | ----------- | ----------------- | ---------------- |
| Cameron Bolton                 | Hommes      | 1 min 17 s 92 | 8e            | 1er                | 4e              | Éliminé     | Éliminé           | 13e              |
| Adam Dickson                   | Hommes      | 1 min 18 s 56 | 15e           | 3e                 | Éliminé         | Éliminé     | Éliminé           | 21e              |
| Jarryd Hughes                  | Hommes      | 1 min 20 s 48 | 28e           | 4e                 | Éliminé         | Éliminé     | Éliminé           | 29e              |
| Adam Lambert                   | Hommes      | 1 min 17 s 56 | 17e           | 3e                 | Éliminé         | Éliminé     | Éliminé           | 22e              |
| Josie Baff                     | Femmes      | 1 min 25 s 11 | 14e           | 3e                 | Éliminé         | Éliminé     | Éliminé           | 18e              |
| Belle Brockhoff                | Femmes      | 1 min 24 s 72 | 18e           | 2e                 | 2e              | 2e          | 4e                | 4e               |
| Cameron Bolton Belle Brockhoff | Par équipes | Non disputé   | Non disputé   | Non disputé        | 3e              | Éliminés    | Éliminés          | 9e               |
| Adam Lambert Josie Baff        | Par équipes | Non disputé   | Non disputé   | Non disputé        | 4e              | Éliminés    | Éliminés          | 13e              |